# Mandalay Pictures
Mandalay Pictures lub Mandalay Vision – amerykańskie przedsiębiorstwo zajmujące się produkcją filmów, założone w 1995 roku przez Petera Gubera, będące częścią firmy macierzystej Mandalay Entertainment.

## Historia
W 1995 roku Peter Guber, który był wcześniej szefem Sony Pictures Entertainment i The Guber-Peters Company, założył Mandalay Pictures, w tym samym czasie co firmę macierzystą Mandalay Entertainment. Następnie podpisało umowę z Sony Pictures Entertainment, który wydał swoje filmy za pośrednictwem Columbii i TriStar Pictures.
W 1997 roku Ori Marmur, który był wcześniej pracownikiem Mandalay, został awansowany na wiceprezesa ds. produkcji.
W 1998 roku studio zakończyło współpracę z Sony i podjęło współpracę z Paramount Pictures. W tym samym czasie podpisało partnerstwo z Lionsgate w celu przejęcia aktywów firmy. Umowa nie obejmowała działu telewizyjnego.
W 2002 roku umowa została przeniesiona z Paramount do Universal Pictures i studio uruchomiło międzynarodowy dział, specjalizujący się w sprzedaży. W listopadzie tego samego roku Mandalay zostało oddzielone od Lionsgate.
W 2004 roku Marmur opuścił Mandalay i dołączył do Original Film.
W 2007 roku studio uruchomiło niezależny dział Mandalay Independent Pictures, który specjalizował się w produkcji niezależnych filmów. W 2010 roku dział został przemianowany na Mandalay Vision.

## Produkcja filmowa

### Filmy pełnometrażowe

#### Lata 1990–1999. XX wieku
- 1996: Fan (The Fan) (koprodukcja z TriStar Pictures i Scott Free Productions)
- 1997: Donnie Brasco (koprodukcja z TriStar Pictures, Baltimore Pictures i Mark Johnson Productions)
- 1997: Ryzykanci (Double Team) (koprodukcja z Columbia Pictures, One Story Pictures i Film Workshop)
- 1997: Siedem lat w Tybecie (Seven Years in Tibet) (koprodukcja z TriStar Pictures, Reperage & Vanguard Films i Applecross)
- 1997: Koszmar minionego lata[13] (I Know What You Did Last Summer) (koprodukcja z Columbia Pictures[13] i Summer Knowledge LLC)
- 1998: W akcie desperacji (Desperate Measures) (koprodukcja z TriStar Pictures i Eaglepoint)
- 1998: Dzikie żądze (Wild Things) (koprodukcja z Columbia Pictures)
- 1998: Nędznicy (Les Misérables) (koprodukcja z Columbia Pictures)
- 1998: Miłosna samba (Dance with Me, również jako Tańcz ze mną) (koprodukcja z Columbia Pictures i Ballroom Dancer)
- 1998: Koszmar następnego lata (I Still Know What You Did Last Summer) (koprodukcja z Columbia Pictures, Summer Knowledge LLC i Estudios Churubusco[14])
- 1999: Gloria (koprodukcja z Columbia Pictures i Eagle Point Production)
- 1999: Głębia oceanu (The Deep End of the Ocean) (koprodukcja z Columbia Pictures i Via Rosa Productions)
- 1999: Jeździec bez głowy (Sleepy Hollow) (koprodukcja z Paramount Pictures, Scott Rudin Productions, American Zoetrope, Karol Film Productions i Tim Burton Productions)

#### Lata 2000–2009. XXI wieku
- 2001: Wróg u bram (ang. Enemy at the Gates, fr. Stalingrad) (koprodukcja z Paramount Pictures i Repérage Films)
- 2001: Rozgrywka (The Score) (koprodukcja z Paramount Pictures, Horseshoe Bay Productions, Cineartists AG, MP Film Management, Lee Rich Productions i Vierte Beteiligung KC Medien AG & Co. KG)
- 2002: Kto pierwszy, ten lepszy (Serving Sara) (koprodukcja z Paramount Pictures, FTM Productions, Illusion Entertainment, KC Medien, Halsted Pictures i MP Movies Management)
- 2003: Bez granic (Beyond Borders) (koprodukcja z Paramount Pictures, CP Medien AG, Camelot Pictures i MP Film Management)
- 2005: Obłęd (The Jacket) (koprodukcja z Warner Independent Pictures, Section Eight i 2929 Entertainment)
- 2005: Błękitna głębia (Into the Blue) (koprodukcja z Columbia Pictures i Metro-Goldwyn-Mayer)
- 2008: Po prostu walcz! (Never Back Down) (jako Mandalay Independent Pictures; koprodukcja z BMP, Inc., Summit Entertainment i Baumgarten Management and Productions)

#### Lata 2010–2019. XXI wieku
- 2010: Wszystko w porządku (The Kids Are All Right) (jako Mandalay Vision; koprodukcja z Focus Features, Saint Aire Production, 10th Hole Productions, Antidote Films, Artist International Management, Artist International, Gilbert Films i UGC PH)
- 2011: Zniknięcie na 7. ulicy (Vanishing on 7th Street) (jako Mandalay Vision; koprodukcja z Magnet Releasing, Herrick Entertainment i Plum Pictures)
- 2011: Surferka z charakterem (Soul Surfer) (jako Mandalay Vision; koprodukcja z TriStar Pictures, FilmDistrict, Brockwell McNamara Entertainment, Island Film Group, Enticing Entertainment, Affirm Films i Life's a Beach Entertainment)
- 2012: Bernie (jako Mandalay Vision; koprodukcja z Millennium Entertainment[15], Wind Dancer Films, Detour Filmproduction, Collins House Productions i Horsethief Pictures)
- 2014: Gdy stawka jest wysoka (When the Game Stands Tall) (koprodukcja z TriStar Pictures i Affirm Films)
- 2014: Rogi (Horns) (koprodukcja z Dimension Films, RADiUS-TWC i Red Granite Pictures)
- 2015: Głosy (The Voices) (jako Mandalay Vision; koprodukcja z Lionsgate, 1984 Private Defense Contractors, Vertigo Entertainment i Studio Babelsberg)
- 2015: Mroczny zakątek (Dark Places) (koprodukcja z A24, Exclusive Media Group i Denver and Delilah Productions)
- 2016: Narodziny narodu (The Birth of a Nation) (koprodukcja z Fox Searchlight Pictures, Bron Studios, Phantom Four i Tiny Giant Entertainment)
- 2017: Tajne źródło (Mark Felt: The Man Who Brought Down the White House) (koprodukcja z Sony Pictures Classics, Endurance Media Ventures, Torridon Films, Riverstone Pictures, MadRiver Pictures, Scott Free Productions i Cara Films)
- 2018: Paweł, apostoł Chrystusa (Paul, Apostle of Christ) (koprodukcja z Sony Pictures, Affirm Films[16] i ODB Films[16])

#### Lata 2020–2029. XXI wieku
- 2020: Nine Days (koprodukcja z Sony Pictures Classics, Juniper Productions, MACRO, Nowhere, The Space Program, Mansa Productions, Oak Street Pictures, 30West, Baked Studios i Datari Turner Productions)

### Filmy direct-to-video

#### Lata 2000–2009. XXI wieku
- 2004: Dzikie żądze 2 (Wild Things 2) (koprodukcja z Destination Films)
- 2005: Dzikie żądze: Nieoszlifowane diamenty (Wild Things: Diamonds in the Rough) (koprodukcja z Destination Films)
- 2006: Koszmar kolejnego lata (I'll Always Know What You Did Last Summer) (koprodukcja z Destination Films i Original Film)
- 2009: Błękitna głębia 2: Rafa (Into the Blue 2: The Reef) (koprodukcja z MGM Television)

#### Lata 2010–2019. XXI wieku
- 2010: Dzikie żądze 4 (Wild Things: Foursome) (koprodukcja ze Stage 6 Films i RCR Media Group)
- 2011: Po prostu walcz 2 (Never Back Down 2: The Beatdown) (koprodukcja ze Stage 6 Films)
- 2016: Po prostu walcz 3 (Never Back Down: No Surrender) (koprodukcja z Destination Films)
- 2017: Otrzęsiny (Burning Sands) (koprodukcja z Homegrown Pictures, Hudlin Entertainment i Freedom Road Productions)
- 2017: Małe zło (Little Evil) (koprodukcja z Bluegrass Films)
- 2018: Amateur
- 2019: IO (koprodukcja z Sunset Junction Entertainment, Untitled Entertainment, Great Point Media)
- 2019: Juanita (koprodukcja z Homegrown Pictures)
- 2019: Mamusie bez synusiów (Otherhood) (koprodukcja z Welle Entertainment)

#### Lata 2020–2029. XXI wieku
- 2020: Kto tu jest winny? (Uncorked) (koprodukcja z Forge Media i Argent Pictures)
- 2020: Ostatni skok w historii USA (The Last Days of American Crime) (koprodukcja z Radical Studios)
- 2021: Po prostu walcz 4 (Never Back Down: Revolt) (koprodukcja z Destination Films)

### Krótkie filmy
- 2016: Choke (koprodukcja z Hermano Films)

## Produkcja telewizyjna

### Lata 1990–1999. XX wieku
- 1998–2001: Brutalne przebudzenie (Rude Awakening) (koprodukcja z Lionsgate Television (sezon 2–3), Columbia TriStar Television Distribution i Showtime Networks)
- 1998–2000: Oh Baby (koprodukcja z Lionsgate Television (sezon 2) i Columbia TriStar Television)
- 1998–1999: Cupid (koprodukcja z Columbia TriStar Television)
- 1998–1999: Mercy Point (koprodukcja z Columbia TriStar Television)

### Lata 2000–2009. XXI wieku
- 2000: Falcone (koprodukcja z Johnson/Hancock Productions, Lionsgate Television, December 3rd Productions, CBS Productions i Columbia TriStar Television)
- 2000: Amerykańskie nastolatki (Young Americans) (koprodukcja z Lionsgate Television i Columbia TriStar Television)
- 2001–2002: Go for It! TV (jako Mandalay Sports Action Entertainment; koprodukcja z Scott Sternberg Productions i No Studio Entertainment, Inc)
- 2005–2006: Jason Roberts' Taste (jako Mandalay Sports Action Entertainment)
- 2006–2007: Discovery Health Moments (jako Mandalay Sports Action Entertainment; dystrybucja; wyprodukowany przez HighRoad Productions)
- 2006–2008: Braterstwo (Brotherhood) (koprodukcja z Gangtackle Productions i Showtime Networks)